# Zott
Zott SE & Co. KG – niemieckie przedsiębiorstwo z branży mleczarskiej, wywodzące się ze spółki rodzinnej, której główna siedziba znajduje się w Mertingen, w kraju związkowym Bawaria, w Niemczech.
Obecnie produkty przedsiębiorstwa dostępne są w ponad 70 krajach na całym świecie.

## Zott w Polsce
Zott swoją działalność w Polsce rozpoczął w 1992 roku na terenie Wrocławia, początkowo jako dystrybutor importowanych przetworów mlecznych. W październiku 1999 roku przedsiębiorstwo kupiło działającą w Opolu mleczarnię i rozpoczęło jej gruntowną przebudowę.
W roku 2012 Zott przejął przedsiębiorstwo Bacha Polska, a także zakupił zakład produkcyjny w Raciborzu od Raciborskiej Spółdzielni Mleczarskiej.

## Zakłady produkcyjne
- w Opolu

## Marki
- Monte
- Jogobella
- Zottarella
- Natur
- Bayerntaler
- Belriso
- Zott Caffreze
- Cheese Snack
- Primo
- Smakija
- Cremore[2]
- Deser z koroną
- Serduszko
- Finezja
- Monte Ice Cream
- Zott Protein

## Nagrody
Marki Zott zdobyły między innymi takie nagrody jak:
- Godło Promocyjne „Teraz Polska”
- Certyfikat „Konsumencki Znak Jakości”
- Złoty Medal Międzynarodowych Targów Poznańskich